# Privacy Paradox
Als Privacy Paradox (englisch für „Privatsphäre-Paradoxon“, auch „Privatheitsparadox“) wird die Beobachtung bezeichnet, dass Menschen persönliche Informationen teilen, obwohl sie sich gleichzeitig große Sorgen um ihre Privatsphäre machen. In den meisten Fällen handelt es sich dabei um das Teilen von Informationen im Internet, beispielsweise auf Sozialen Netzwerkseiten, beim Online-Einkauf oder bei der Interaktion mit einer Anwendung der Künstlichen Intelligenz, beim Nutzen von Smartphones oder Geräten aus dem Internet der Dinge. Zusammengefasst: Obwohl Personen in vielen Umfragen angeben, besorgt um ihre Privatheit zu sein, werden diese Dienste dennoch rege genutzt und dabei viele persönliche Informationen offenbart.

## Geschichte
Die erstmalige Verwendung des Ausdrucks wird einem Bericht von Barry Brown aus dem Jahr 2001 zugeschrieben, in dem er beschreibt, wie Studienteilnehmer Privatsphäre und Datenschutz beim Onlineshopping beklagen würden, gleichzeitig aber Treuekarten aus dem Supermarkt als unproblematisch ansehen würden. Weiter bekannt gemacht wurde die Formulierung „Privacy Paradox“ von Susan Barnes im Jahre 2006. In ihrem Artikel kritisiert die US-Forscherin beispielsweise, dass die Nutzer von Sozialen Netzwerkseiten nicht erkennen würden, dass es sich hierbei um öffentliche Räume handelt. Dies würde daran erkennbar, dass sie unangemessen viele persönliche Informationen teilen, die dahinterstehenden Erlösmodelle nicht verstehen, und die Dienste selbst dann aktiv nutzen, wenn sie bereits erkannt haben, dass es sich dabei in Wirklichkeit um öffentliche Räume handelt.
Bereits vor Barnes wurde zu diesem inhaltlichen Gegenstand geforscht, ohne dabei allerdings die Formulierung „Privacy Paradox“ zu verwenden.

## Erklärungen
Für das Privacy Paradox wurden verschiedene theoretische Erklärungen vorgeschlagen und Resultate empirischer Arbeiten zu den Einstellungen und zum Verhalten der Internetnutzer vorgelegt. Eine umfassende, akzeptierte Erklärung gibt es noch nicht.
Zum einen zeigen verschiedene empirische Studien, dass Personen, die sich mehr Sorgen um ihre Privatheit machen, zumindest relativ betrachtet weniger Informationen teilen. In einer Metaanalyse von 34 einzelnen Studien zum Thema wurde ein negativer, statistisch signifikanter Zusammenhang berichtet (r = −.13). Die Privatheitssorgen scheinen somit nicht irrelevant zu sein, sondern stehen vielmehr in einem bedeutsamen Zusammenhang mit dem eigenen Kommunikationsverhalten.
Zum anderen wird basierend auf der Theorie der rationalen Entscheidung die Hypothese vorgebracht, dass das gezeigte Verhalten nicht paradox ist, sondern psychologisch betrachtet Sinn ergibt. Studien zu dem sogenannten Privacy-Calculus-Ansatz – welcher grundsätzlich im Gegensatz zum Privacy Paradox steht – zeigen beispielsweise, dass neben den Privatheitssorgen die zu erwartenden Vorteile einen großen Zusammenhang mit dem eigenen Kommunikationsverhalten aufweisen. Je mehr Vorteile Nutzer im Teilen von Informationen sehen, umso eher setzen sie dieses auch um.
Die deutsche Philosophin Beate Rössler erklärt die scheinbare Widersprüchlichkeit zwischen Verhalten und Überzeugung mit individueller Resignation der Internetnutzer. Diese sei auch nicht irrational, sondern vielmehr eine vernünftige Reaktion auf die sich entwickelnde Überwachungs- und Beobachtungsgesellschaft. Diese werde sowohl durch große Internetkonzerne (→ Überwachungskapitalismus) als auch durch Staaten (→ Überwachungsstaat) befördert. Sie nimmt an, dass die Nutzer sich oft der Gefahr der Preisgabe ihrer Daten bewusst seien und diese eigentlich auch nicht eingehen wollten, aber es als aussichtslos ansehen, sich dagegen schützen zu können. Unter dem Eindruck ihrer Machtlosigkeit würde die Internetnutzer mit digitaler Resignation auf den Kontrollverlust reagieren. Rössler folgert, dass die Machtverhältnisse – politisch und auch individuell – kritisiert und verändert werden müssten, sie verweist auf das gescheiterte Projekt Google Glass und auf neuere Regulierungen wie die Datenschutzgrundverordnung in der Europäischen Union und weitere Überlegungen der Politik in der EU und den USA.